# Carl Hugo Johansson
Carl Hugo Johansson, född 6 januari 1898 i Östra Ljungby församling, Kristianstads län, död 14 november 1982, var en svensk fysiker och professor. Han var 1946–1959 chef för detoniklaboratoriet vid Nitroglycerin AB och tilldelades 1957 professors namn. Han invaldes 1943 som ledamot av Ingenjörsvetenskapsakademien.